# 네페르카레 네비

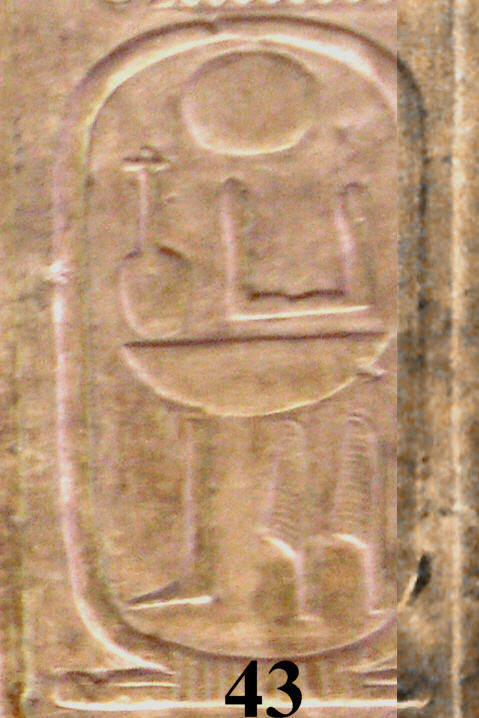

네페르카레 네비(Neferkare Neby) 혹은 네페르카레 3세(Neferkare III)는 이집트 제1중간기의 파라오이다. '레의 영혼은 아름답다'라는 뜻이다. 그의 이름은 아비도스 왕 목록에 등장할 뿐만 아니라, 그의 어머니인 안케센페피 2세의 무덤에도 등장한다.
네페르카레 네비의 이름은 안케센페피 무덤의 '잘못된 문'(false door)과 석관에 등장한다. 또한 네페르카레 네비는 사카라에 피라미드를 건립할 계획이었던 것으로 알려졌다.
| 전임 네페르카레 2세 ? | 이집트 제7왕조의 파라오 ? | 후임 제드카레 셰마이 ? |

## 같이 보기
- 파라오 목록